# Кёбанья-Кишпешт (станция метро)
«Кёбанья-Кишпешт» (венг. Kőbánya-Kispest) — станция Будапештского метрополитена. Конечная станция линии M3 (синей). Выход со станции осуществляется на железнодорожную платформу Кёбанья-Кишпешт, а также к автобусному терминалу. Станция обеспечивает связь метро, пригородных железнодорожных поездов и около 20 автобусных маршрутов, включая автобус 200E в аэропорт имени Ференца Листа. Рядом со станцией находится крупный жилой массив.
Открыта 20 апреля 1980 года в составе участка «Надьварад тер» — «Кёбанья-Кишпешт». Названа так из-за расположения на границе районов «Кёбанья» и «Кишпешт».
«Кёбанья-Кишпешт» — наземная станция. До реконструкции имела одну островную платформу. В 2010—2011 годах станция была интегрирована в одноименный ТПУ, а также закрывалась на реконструкцию с июня по сентябрь. В ходе реконструкции была сооружена боковая платформа, предназначенная для высадки пассажиров, тогда как островная стала использоваться только для посадки. Неофициально известна среди будапештцев как «Кёки» (Köki), сокращение от Кёбанья-Кишпешт.
За станцией расположен огромный жилой комплекс и торговый центр Köki Terminál.
С 6 апреля 2019 по 22 октября 2020 года южная часть линии M3 от станции «Надьварад тер» до станции «Кёбанья-Кишпешт» была закрыта на реконструкцию. 

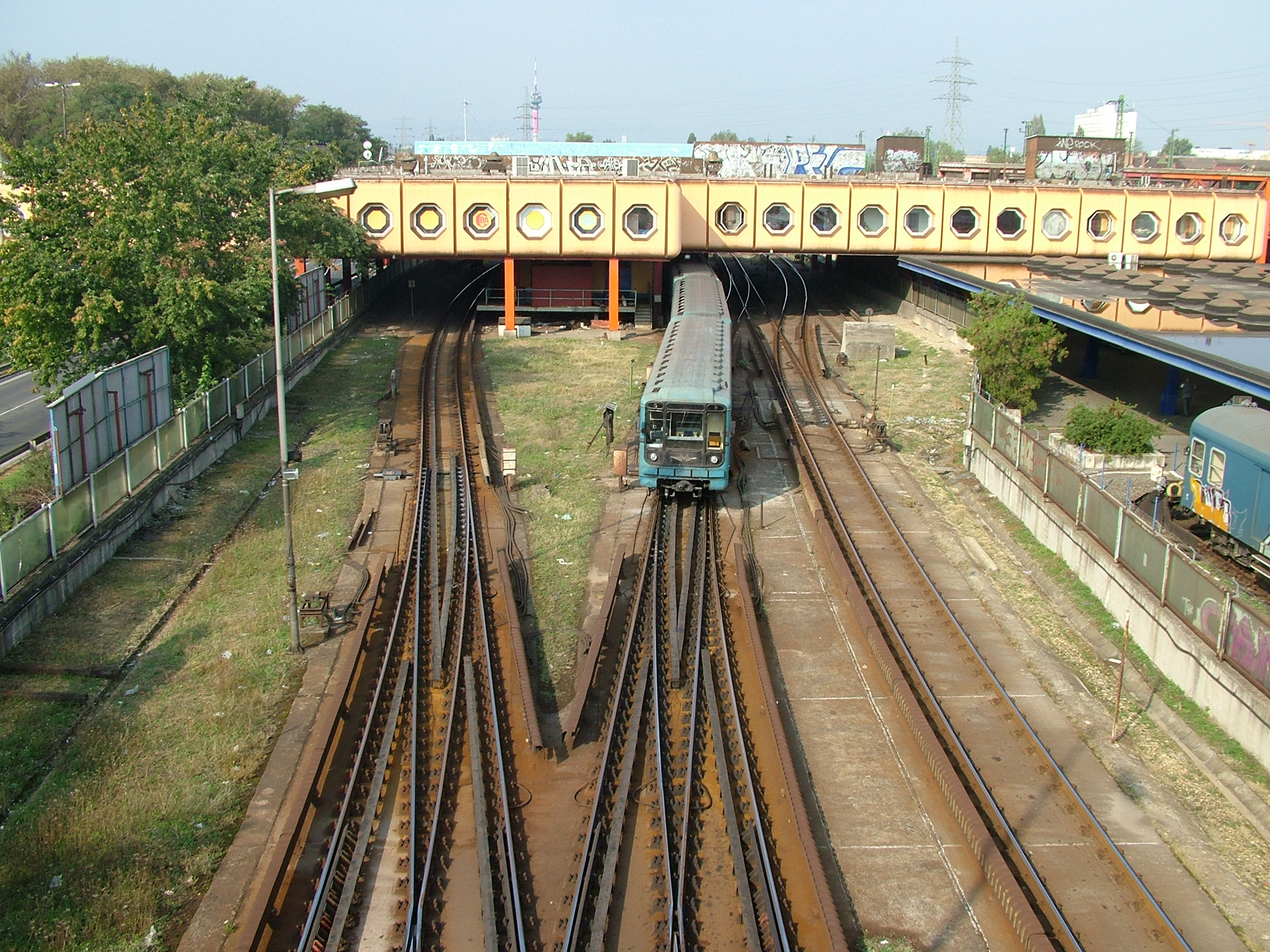
Вид на станцию со стороны оборотного тупика (до реконструкции)

## Станция после реконструкции

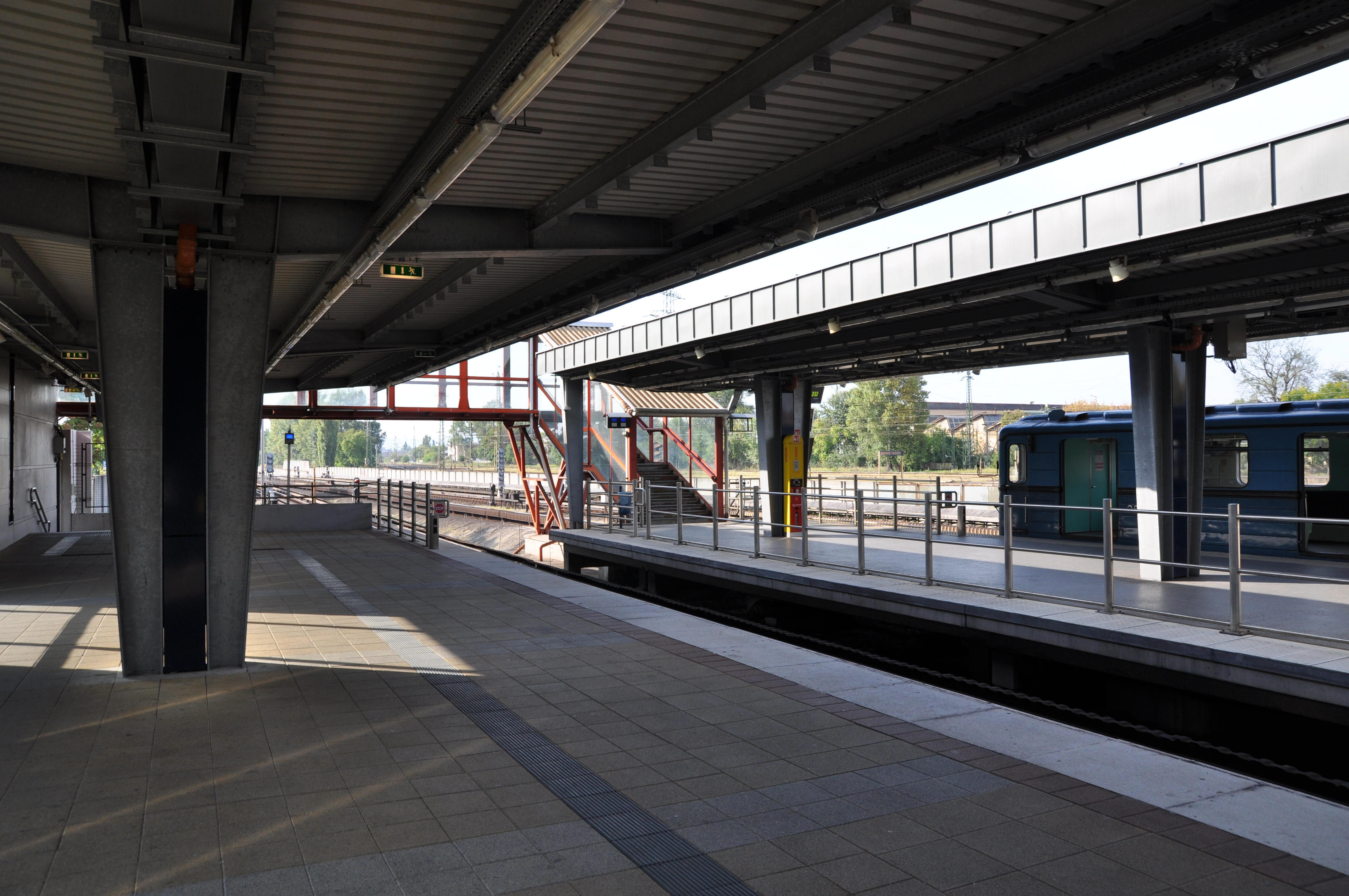
Вид с новой платформы в сторону Хатар ут
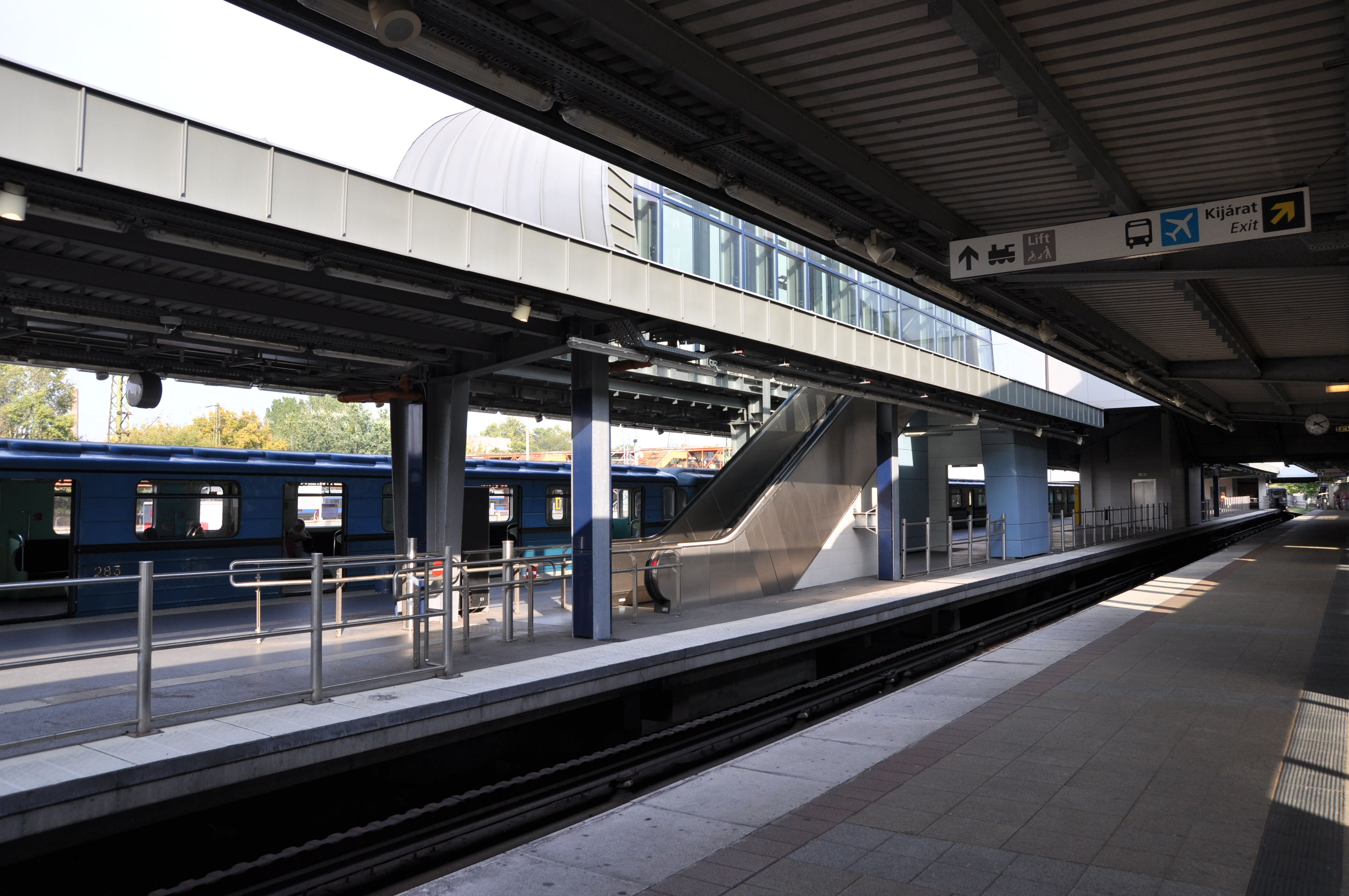
Общий вид на станцию с новой платформы
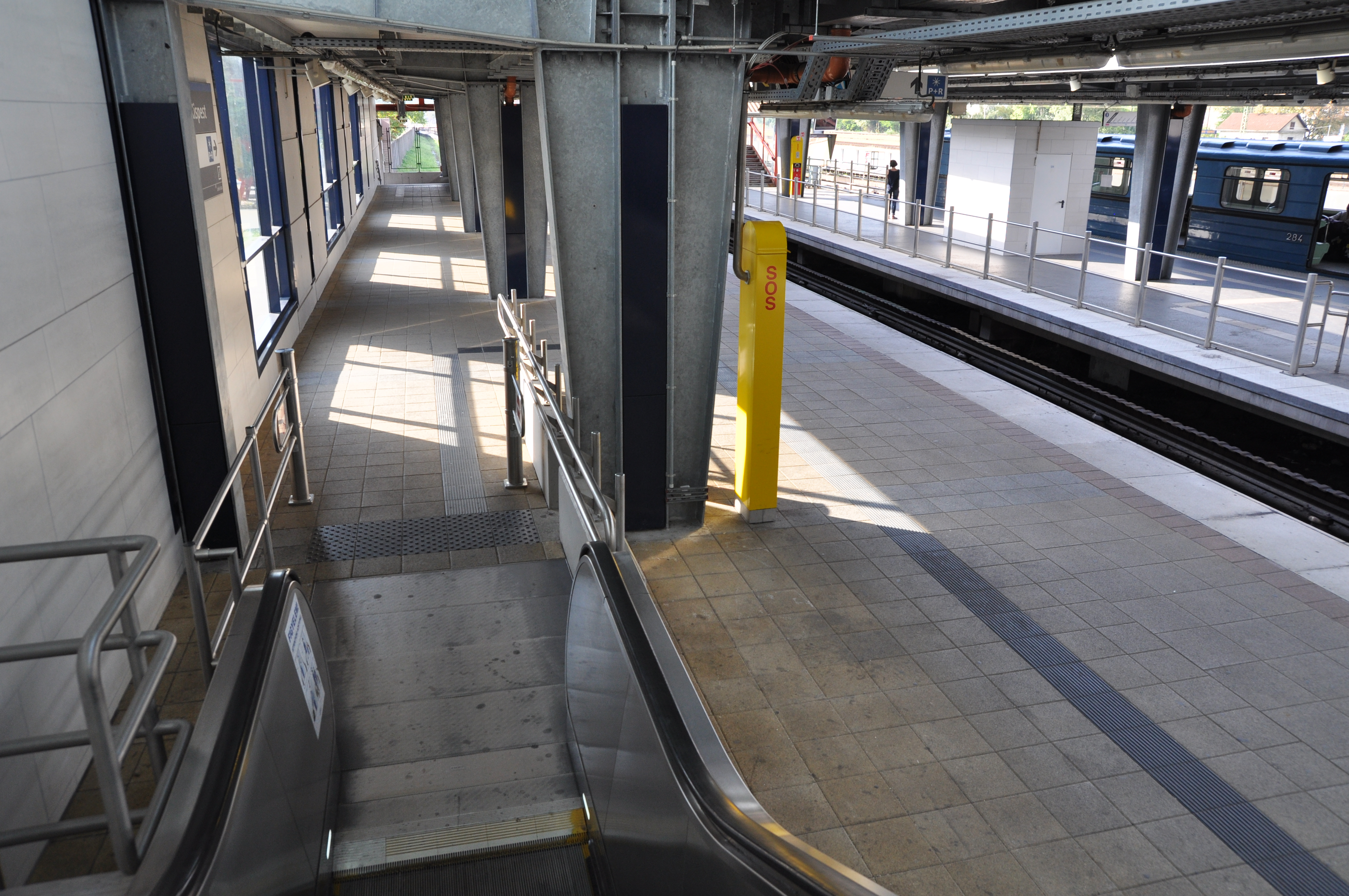
Эскалатор на новой платформе
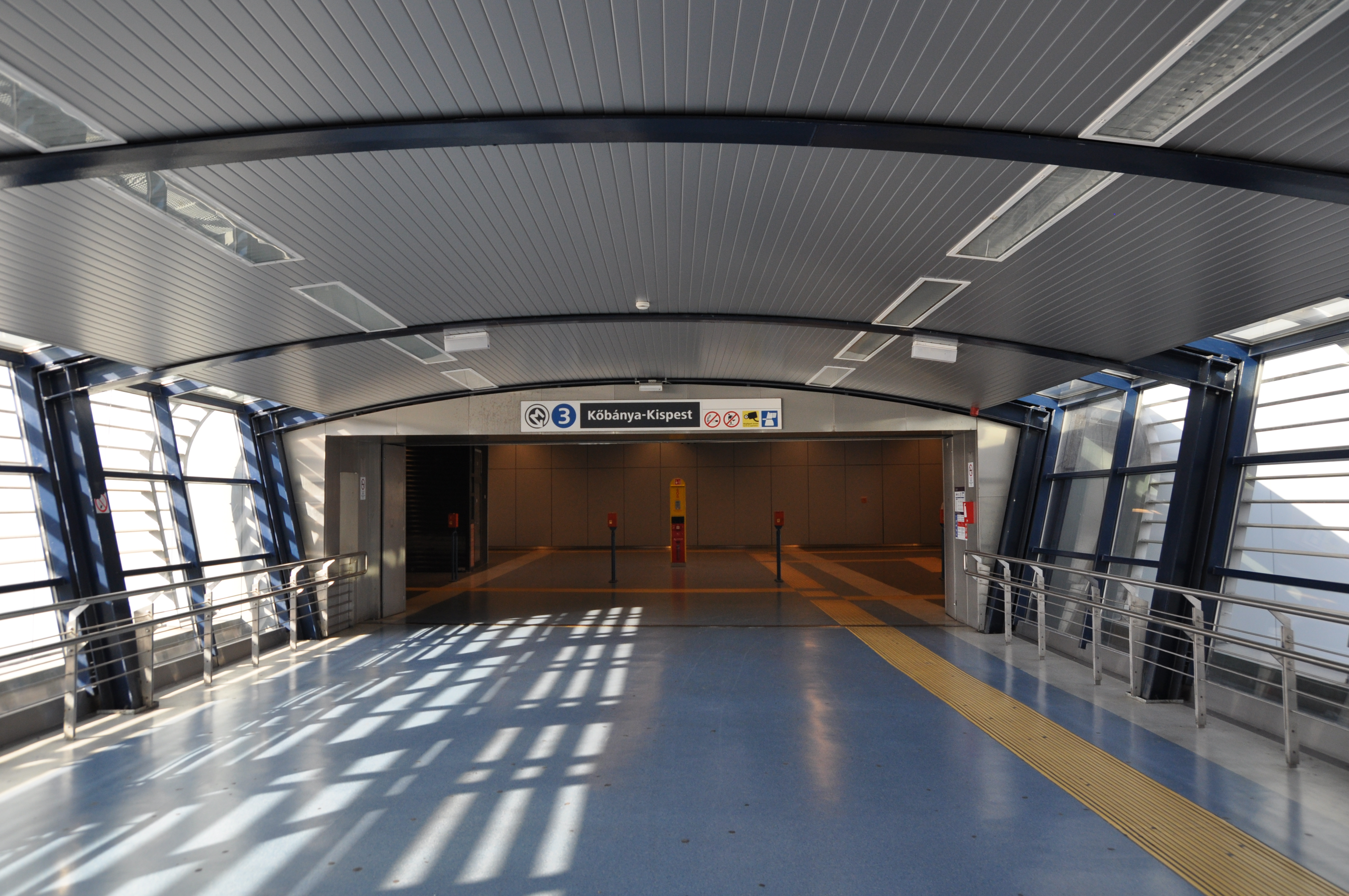
Переход между платформами
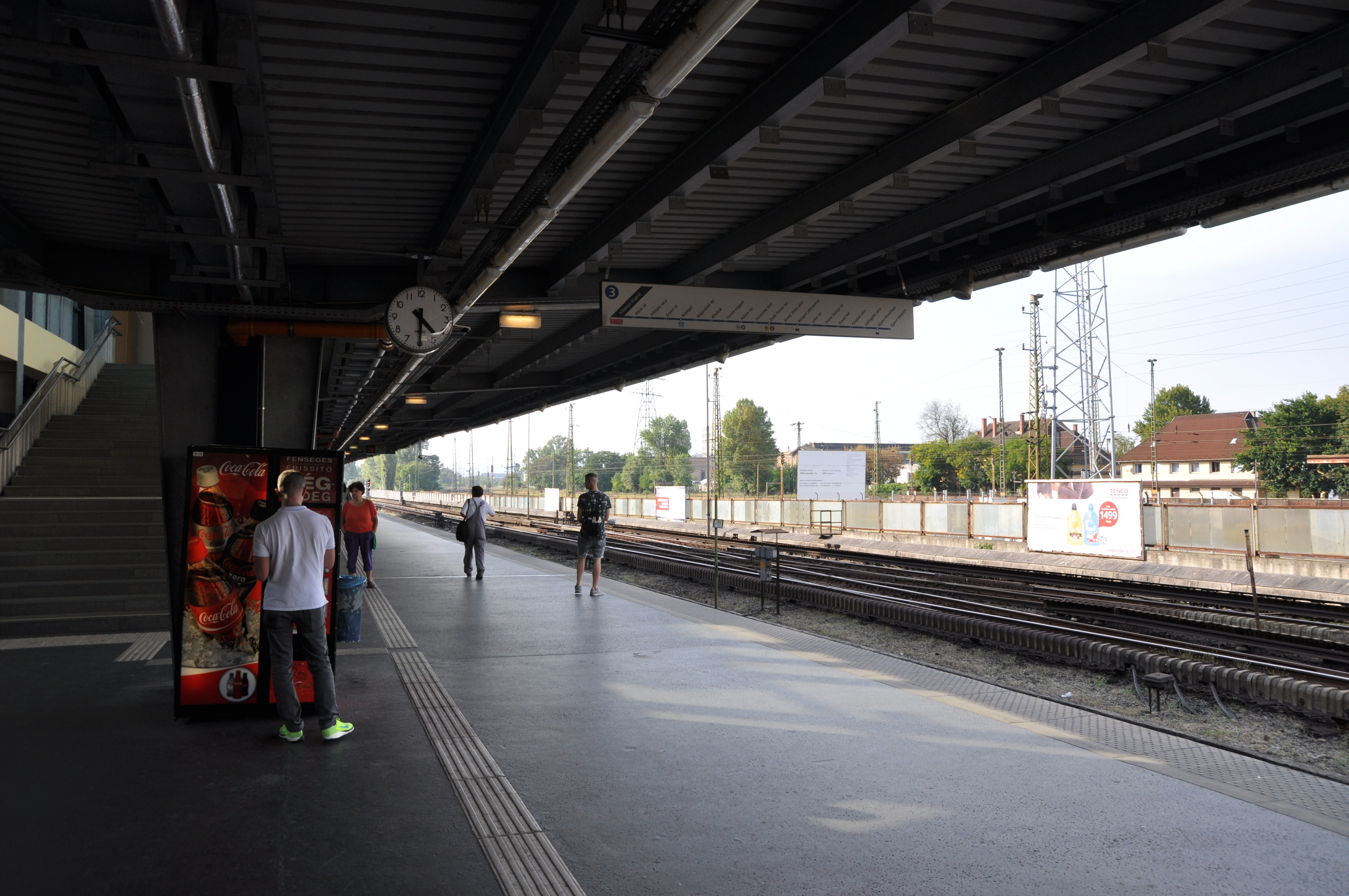
Вид на отреконструированную платформу в сторону Хатар ут
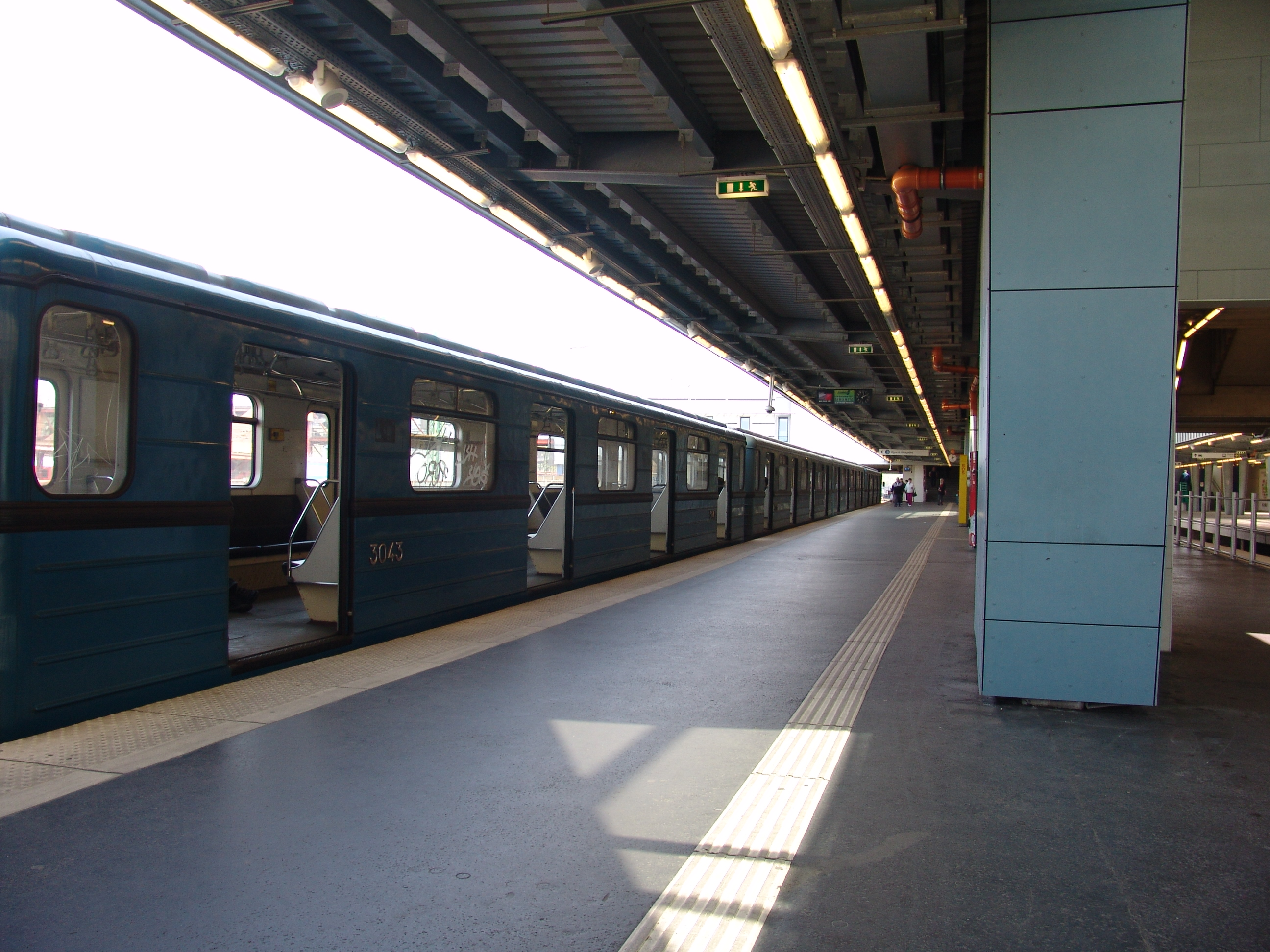
81-714.2 на пути в сторону Хатар ут